# 小林颯
小林 颯（こばやし かい、2005年11月12日 - ）は、日本の俳優。
神奈川県出身。身長161cm（2019年現在）。血液型はA型。キャロット所属。
趣味・特技はスキー・サッカー・スイミング・ピアノ・空手・体操等。

## 出演

### 映画
- 自主映画「夢で逢えたら」（2011年、日本大学芸術学部）
- 脳男（2013年、東宝） - 入陶大威（幼少期） 役
- 呪怨シリーズ（ショウゲート） - 佐伯俊雄 役
  - 呪怨 終わりの始まり（2014年）
  - 呪怨 -ザ・ファイナル-（2015年）
- 未来のカケラ（2016年） - 小野寺壮太（幼少期）役
- ラスト・ホールド（2018年）- 川口亮二（幼少期） 役
- 家族はつらいよ3 妻よ薔薇のように（2018年）- 平田信介 役
- ビブリア古書堂の事件手帖 （2018年）- 稲垣（幼少期） 役

### テレビドラマ
- NTTドコモ 20周年スペシャルドラマ 夢の扉 特別編「20年後の君へ」（2012年、TBS） - 澤田大地（幼少期） 役
- TOKYOエアポート〜東京空港管制保安部〜 第5話（2012年11月11日、フジテレビ）
- スペシャルドラマ ちびまる子ちゃん（2013年10月1日、フジテレビ） - タカシ 役
- お家さん（2014年、日本テレビ） - 米治郎 役
- 疾風・虹丸組 第5話（2014年、BS11） - 羽黒翔丸（幼少期） 役
- NHK放送90年 大河ファンタジー 「精霊の守り人」（2016年、NHK） - チャグム 役
- ドクターカー 第2話（2016年4月21日、日本テレビ） - 倉田健太 役
- 警視庁捜査一課9係 season11 第8話（2016年5月25日、テレビ朝日） - 林正義 役
- はぴまり〜Happy Marriage!?〜（2016年、amazonプライム・ビデオ） - 間宮北斗（幼少期） 役
- 大河ドラマ おんな城主 直虎（2017年、NHK） - 鶴丸（小野但馬守政次の幼少期） 役
- 嘘の戦争（2017年1月10日 - 3月14日、関西テレビ） - 千葉陽一（主役・一ノ瀬浩一の幼少期） 役
- 孤高のメス（2019年、WOWOW）
- 連続テレビ小説 なつぞら 第134話 - 第156話（2019年9月3日 - 28日、NHK） - 柴田地平　役
  - なつぞらSP 秋の大収穫祭「十勝男児、愛を叫ぶ!」（2019年11月2日、NHK BSプレミアム）
- ひきこもり先生 第2話 - 最終話（2021年6月21日 - 7月10日、NHK総合） - 中野裕太 役

### その他テレビ番組
- 大好き! ひよこ生活（関西テレビ）
- 夢の扉+（TBS）

### CM
- アムウェイ（2011年）
- ベネッセコーポレーション（2012年）
- COCO'S（2013年 - 2014年）
- AGF ブレンディスティック ティーハート（2013年 - ） - ナレーション
- ドミノ・ピザ（2013年）
- 学研ステイフル（2013年 - 2015年）
- ミツカン やさしいお酢（2014年）
- リクルート スーモ（2015年）
- 富士通 Techshop篇（2016年）

### スチール
- 三越 七五三（2012年）
- ニコン デジカメ（2012年）
- 髙島屋 新入学（2012年）
- 小学館 日本美術全集（2013年）
- 新潮社 「ニコ☆プチ」8月号（2018年）

### その他
- HikakinTV（2015年、YouTube）